# Одинцова, Екатерина Николаевна
Екатерина Николаевна Одинцова (18 марта 1908, Псковская губерния — неизвестно) — советский микробиолог, доктор биологических наук с 1961 года.

## Биография
Родилась 18 марта 1908 года в селе Глубоком (теперь Псковской области России). В 1931 году окончила Харьковский университет. Научную деятельность начала в 1930 году во Всеукраинском институте растениеводства, с 1932 года на научной и педагогической работе в различных институтах Москвы (в 1949—1954 годах заведующий отделом микробиологии Всесоюзного научно-исследовательского института виноградарства и виноделия «Магарач», Ялта).

## Научная деятельность
Основные направления исследований: брожение, определение степени анаэробиоза дрожжей, биосинтез, выделение и аккумулирование витаминов группы В дрожжевой клеткой, принципы селекции эффективных рас винных дрожжей, технология промышленного получения пищевого витаминного концентрата из винных дрожжей. Автор примерно 90 научных работ, владелец 4-х авторских свидетельств и 3-х патентов. Среди работ:
- Микробиологические методы определения витаминов.- Москва, 1959.